# Medasina leledaria
Medasina leledaria är en fjärilsart som beskrevs av Swinhoe 1905. Medasina leledaria ingår i släktet Medasina och familjen mätare. Inga underarter finns listade i Catalogue of Life.